# Snarravoe

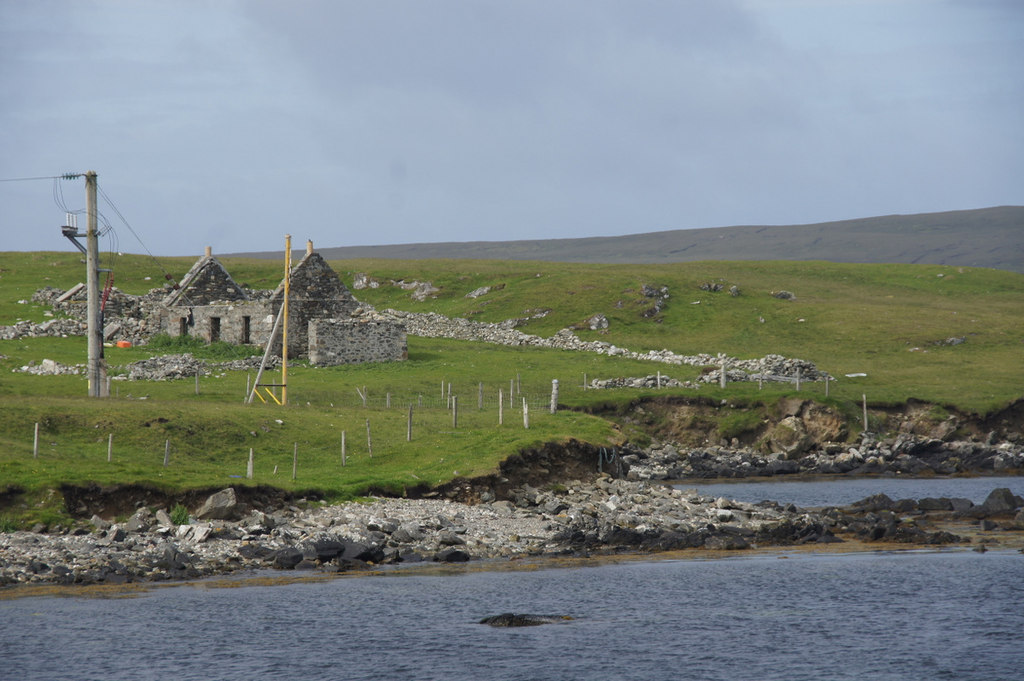
Ruine eines Hauses von Snarravoe

Snarravoe ist eine ehemalige Siedlung, die im Nordosten der zu Schottland zählenden Shetlands lag.

## Geographie
Snarravoe lag im Südwesten der Insel Unst zwischen der Meeresbucht Snarra Voe, einem östlichen Ausläufer des Bluemull Sounds, im Westen und dem See Loch of Snarravoe im Südosten. Nach Belmont ist es einen Kilometer in südlicher Richtung. Etwa gleichweit im Norden liegt mit Snabrough eine weitere ehemalige Siedlung.

## Historisches
Im Rahmen der historischen Gliederung Schottlands in Civil Parishes zählt Snarravoe zu Unst. Die Reste des Ortes sind 1998 als Scheduled Monument eingestuft worden.